# 馬淵鋭太郎

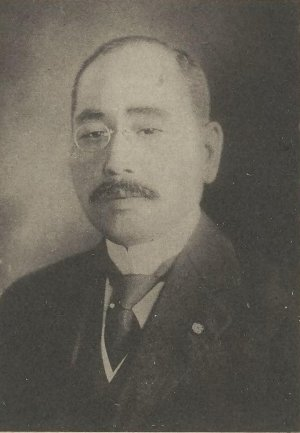
馬淵鋭太郎

馬淵 鋭太郎（まぶち えいたろう、1867年2月22日（慶応3年1月18日）- 1943年（昭和18年）9月13日）は、日本の内務官僚、政治家。官選府県知事、京都市長、錦鶏間祗候。馬渕と表記される場合がある。

## 経歴
美濃国加納藩士・馬淵致正の長男として生まれる。1893年、帝国大学法科大学を卒業。同年8月、高等試験に合格し、内務省試補となり内務属として社寺局に配属された。以後、兵庫県・奈良県・京都府の各参事官、栃木県・山口県・長崎県の各書記官などを歴任。
1906年7月、山形県知事に就任。以後、山口県・三重県・広島県・京都府の各知事を歴任。退官後、1921年7月、京都市長となる。その後、恩賜財団済生会理事長、日本赤十字社常議員を務めた。

## 親族
娘婿に伊東延吉、その甥に高橋元

## 栄典
位階
- 1916年（大正5年）11月20日 - 正四位[3]
- 1921年（大正10年）8月18日 - 従三位[4]

勲章等
- 1915年（大正4年）11月10日 - 大礼記念章[5]
- 1920年（大正9年）11月1日 - 旭日重光章[6]
- 1921年（大正10年）7月1日 - 第一回国勢調査記念章[7]
- 1940年（昭和15年）8月15日 - 紀元二千六百年祝典記念章[8]

## 著書
- 『国民精神ノ振興ト国史教育』馬淵鋭太郎、1918年。

訳書
- ダッドレー・ヒースコート稿『新欧洲「ムッソリニ」の新国家観』馬淵鋭太郎、1926年。